# Монцоне (Модена)
Монцоне је насеље у Италији у округу Модена, региону Емилија-Ромања.
Према процени из 2011. у насељу је живело 119 становника. Насеље се налази на надморској висини од 712 м.